# Rolandas Paksas
Rolandas Paksas (Telšiai, 10 giugno 1956) è un politico lituano.

## Biografia
Esponente dell'Unione della Patria - Conservatori di Lituania, è sindaco di Vilnius dal 1997 al 1999. Nel maggio dello stesso anno diventa Primo ministro, ma cinque mesi dopo è costretto a rassegnare le dimissioni a causa di alcuni contrasti in tema di privatizzazione.
Nel 1999 aderisce all'Unione dei Liberali di Lituania, che ottiene un rilevante successo alle elezioni parlamentari del 2000: a seguito dell'esito elettorale, Paksas torna ad essere Primo ministro. Tuttavia, nel 2001, lascia nuovamente l'incarico a causa di ulteriori divergenze riguardo alle riforme economiche.
Nel 2002 fonda il Partito Democratico Liberale, che nel 2004 assumerà la denominazione di Ordine e Giustizia. Paksas vince le elezioni presidenziali del 2002-03, sconfiggendo al secondo turno il Presidente uscente Valdas Adamkus.
Un anno dopo, nel 2003, il Parlamento decide la messa in stato d'accusa nei confronti di Paksas. Dalle indagini è infatti emerso che il Presidente, durante il suo mandato, ha concesso la cittadinanza lituana ad uno dei maggiori finanziatori della sua campagna elettorale, Yuri Borisov. In tale circostanza, la Corte Costituzionale ha ritenuto che Paksas abbia violato la Costituzione e Paksas si è quindi dimesso.
In seguito alle elezioni europee del 2009, Paksas diventa europarlamentare.